# Rund um den Henninger-Turm 1979
Il Rund um den Henninger-Turm 1979, diciottesima edizione della corsa, si svolse il 1º maggio su un percorso di 224 km, con partenza e arrivo a Francoforte sul Meno. Fu vinto dal belga Daniel Willems della squadra Ijsboerke-Warncke Eis davanti all'olandese Henk Lubberding e al tedesco occidentale Gregor Braun.

## Ordine d'arrivo (Top 10)
| Pos. | Corridore              | Squadra               | Tempo    |
| ---- | ---------------------- | --------------------- | -------- |
| 1    | Daniel Willems         | Ijsboerke-Warncke Eis | 5h56'18" |
| 2    | Henk Lubberding        | Ti-Raleigh-Mc Gregor  | s.t.     |
| 3    | Gregor Braun           | Peugeot-Esso-Michelin | s.t.     |
| 4    | Roger De Vlaeminck     | Gis Gelati            | a 9"     |
| 5    | Klaus-Peter Thaler     | Ti-Raleigh-Mc Gregor  | s.t.     |
| 6    | Walter Godefroot       | Ijsboerke-Warncke Eis | s.t.     |
| 7    | Jean-Luc Vandenbroucke | Peugeot-Esso-Michelin | s.t.     |
| 8    | Benny Schepmans        | Safir-St.Louis-Ludo   | s.t.     |
| 9    | Juan Fernández Martín  | KAS                   | s.t.     |
| 10   | Guido Van Calster      | Daf Trucks-Aida       | s.t.     |